# Bleu Tiffany
Le bleu Tiffany est une couleur turquoise (bleu-vert), déposée par l'entreprise américaine de produits de luxe Tiffany & Co, qui l'utilise depuis sa fondation en 1845. Cette appropriation empêche, selon les lois sur les marques et modèles, une autre personne ou entreprise de l'utiliser pour sa communication, si cela pouvait créer une confusion entre elle et Tiffany & Co. Par exemple, une entreprise de bijouterie bon marché, ou un restaurant Tiffaine, pourraient être attaqués, en cas d'utilisation de cette couleur.
La boite bleue Tiffany, dans laquelle sont tous les bijoux Tiffany, a donné son nom au salon de thé très chic Blue Box Coffee qui est associé à la boutique Tiffany de New York sur la Cinquième Avenue à l'angle de la 57e rue.
Le Tiffany Blue est le numéro 1837 du Pantone Matching System (PMS) ; mais la nuance n'est pas incluse dans les nuanciers Pantone. Le numéro 1837 correspond à l'année de fondation de la maison Tiffany & Co.